# 월드 투데이
월드 투데이는 KBS 1라디오에서 방송했던 국제 시사 프로그램이다.

## 역사
2003년 7월 14일에 첫방송을 시작해, 2007년 4월 15일에 잠정적으로 폐지됐다가, 2015년 1월 1일에 다시 부활했으나, 2019년 9월 14일 방송을 마지막으로 "월드 투데이"는 완전히 16년만에 폐지되었다.

## 역대 방송시간
| 방송 채널   | 방송 기간                         | 방송 시간                       |
| ----------- | --------------------------------- | ------------------------------- |
| KBS 1라디오 | 2003년 7월 14일 ~ 2004년 4월 25일 | 매일 밤 10:20 ~ 밤 10:58        |
| KBS 1라디오 | 2004년 4월 26일 ~ 2005년 4월 30일 | 매일 새벽 1:20 ~ 새벽 2:00      |
| KBS 1라디오 | 2005년 5월 1일 ~ 2007년 4월 15일  | 매일 밤 12:10 ~ 새벽 1:00       |
| KBS 1라디오 | 2015년 1월 1일 ~ 2016년 5월 7일   | 월~토요일 밤 10:10 ~ 밤 10:58   |
| KBS 1라디오 | 2016년 5월 9일 ~ 2018년 5월 26일  | 월~토요일 오전 9:30 ~ 오전 9:58 |
| KBS 1라디오 | 2018년 5월 28일 ~ 2019년 9월 14일 | 월~토요일 아침 6:25 ~ 아침 6:56 |

## 역대 진행자

### 1기
- 2003년 7월 14일 ~ 2004년 4월 25일 : 오태훈, 최윤경 아나운서
- 2004년 4월 26일 ~ 2005년 4월 30일 : 오태훈, 태의경 아나운서
- 2005년 5월 1일 ~ 2007년 4월 15일 : 김희수 아나운서

### 2기
- 2015년 1월 1일 ~ 2015년 6월 13일 : 이각경 아나운서
- 2015년 6월 15일 ~ 2016년 5월 7일 : 박태원 아나운서
- 2016년 5월 9일 ~ 2019년 9월 14일 : 김재홍 아나운서